# Cirrhinus
Cirrhinus è un genere di pesci ossei d'acqua dolce appartenente alla famiglia Cyprinidae.

## Distribuzione e habitat
I membri del genere si incontrano nell'Asia soprattutto tropicale.

## Specie
- Cirrhinus caudimaculatus
- Cirrhinus cirrhosus
- Cirrhinus fulungee
- Cirrhinus inornatus
- Cirrhinus jullieni
- Cirrhinus macrops
- Cirrhinus microlepis
- Cirrhinus molitorella
- Cirrhinus mrigala
- Cirrhinus reba
- Cirrhinus rubirostris[1]